# Kabadi

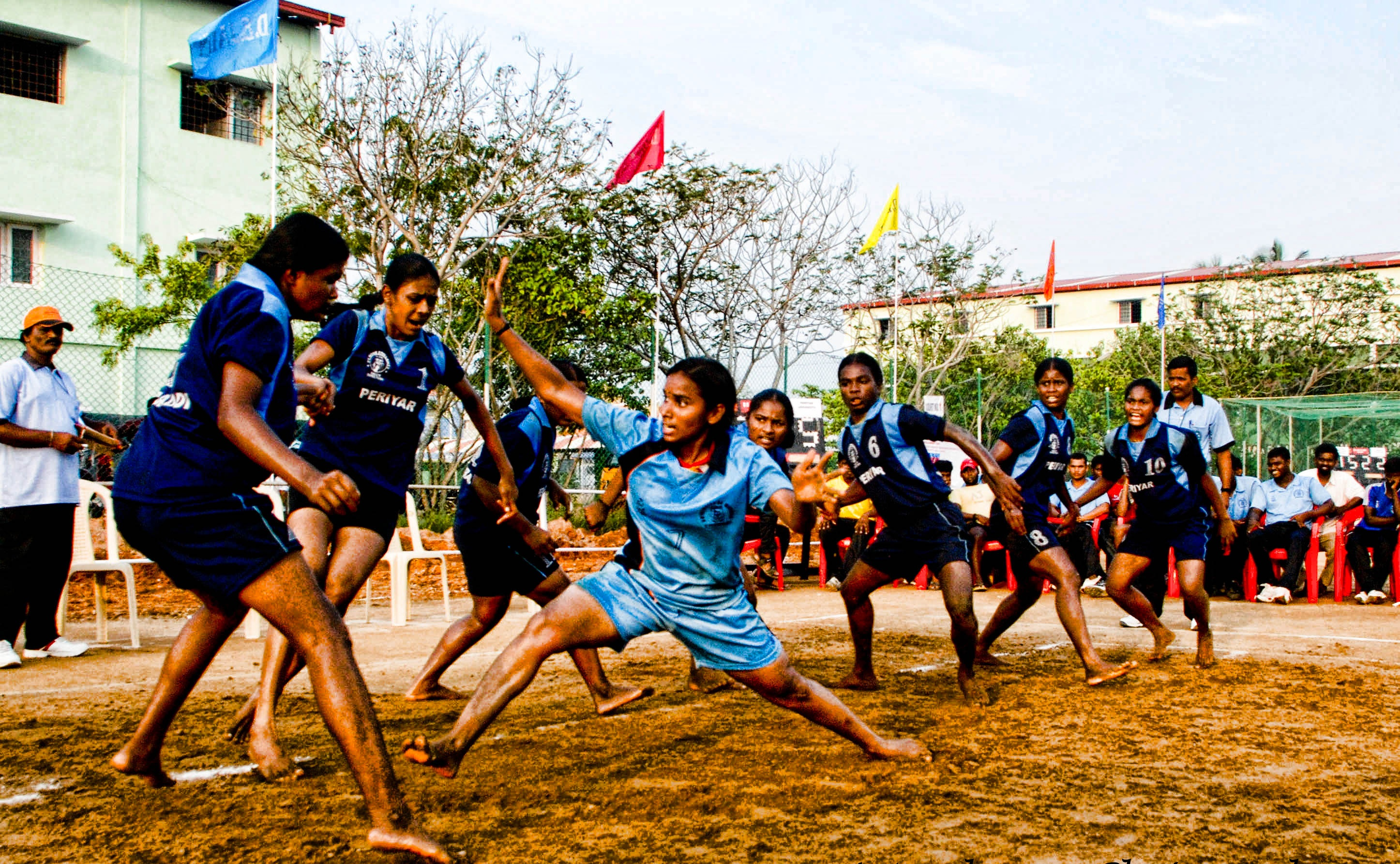
Hráčky kabadi

Kabadi (orig. Kabaddi) je týmový sport původem z jižní Asie. Dva týmy okupují protilehlé poloviny hřiště a vysílají "útočníky" na soupeřovu polovinu. Body se získávají označením (dotykem) soupeře a následným návratem na vlastní polovinu, nebo uvězněním soupeřova "útočníka". Označení a uvěznění hráči ve hře končí a opouští hřiště. Útočí vždy pouze jeden tým a vždy pouze jedním "útočníkem". Týmy se v napadání střídají.
V západní Indii se hra nazývá hu-tu-tu a pod tímto názvem (či jako jako hutututu) je známá i v ČR jako hra pro děti a mládež, např. ve Skautu nebo woodcrafterských organizacích.

## Mistrovství světa
Mistrovství světa v kabaddi mužů se konalo poprvé v roce 2004, kdy ho uspořádala Mezinárodní federace kabbadi (IKF), která zorganizovala také první světový šampionát žen v roce 2012. V roce 2019 se konalo poprvé mistrovství světa organizace World Kabbadi, společně pro muže a pro ženy. V další, tzv. pandžábské variantě kabbadi se mistrovství světa koná od roku 2010.

### Mistrovství světa IKF mužů
| Rok  | Hostitel |       | Finále | Finále             | Finále              |            | o 3. místo | o 3. místo | o 3. místo |
| Rok  | Hostitel | Vítěz | Skóre  | Poražený finalista | 3. místo            | Skóre      | 4. místo   |            |            |
| 2004 | Indie    | Indie | 55:27  | Írán               | Bangladéš Kanada    | nehrálo se |            |            |            |
| 2007 | Indie    | Indie | 29:19  | Írán               | Bangladéš Japonsko  | nehrálo se |            |            |            |
| 2016 | Indie    | Indie | 38:29  | Pákistán           | Jižní Korea Thajsko | nehrálo se |            |            |            |

### Mistrovství světa IKF žen
| Rok  | Hostitel |       | Finále | Finále             | Finále           |            | o 3. místo | o 3. místo | o 3. místo |
| Rok  | Hostitel | Vítěz | Skóre  | Poražený finalista | 3. místo         | Skóre      | 4. místo   |            |            |
| 2012 | Indie    | Indie | 25:19  | Írán               | Thajsko Japonsko | nehrálo se |            |            |            |

### Mistrovství světa World Kabbadi mužů
| Rok  | Hostitel |       | Finále | Finále             | Finále   |       | o 3. místo | o 3. místo | o 3. místo |
| Rok  | Hostitel | Vítěz | Skóre  | Poražený finalista | 3. místo | Skóre | 4. místo   |            |            |
| 2019 | Malajsie | Indie | 57:27  | Irák               | Kanada   | 45:21 | Malajsie   |            |            |
| 2025 | Anglie   |       |        |                    |          |       |            |            |            |

### Mistrovství světa World Kabbadi žen
| Rok  | Hostitel |       | Finále | Finále             | Finále   |       | o 3. místo | o 3. místo | o 3. místo |
| Rok  | Hostitel | Vítěz | Skóre  | Poražený finalista | 3. místo | Skóre | 4. místo   |            |            |
| 2019 | Malajsie | Indie | 47:29  | Tchaj-wan          | Malajsie | 53:26 | Hongkong   |            |            |
| 2025 | Anglie   |       |        |                    |          |       |            |            |            |

### Pandžábská varianta (kruhový styl), muži
| Rok  | Hostitel |          | Finále | Finále             | Finále   |       | o 3. místo | o 3. místo | o 3. místo |
| Rok  | Hostitel | Vítěz    | Skóre  | Poražený finalista | 3. místo | Skóre | 4. místo   |            |            |
| 2010 | Indie    | Indie    | 58:24  | Pákistán           | Kanada   | 66:22 | Itálie     |            |            |
| 2011 | Indie    | Indie    | 59:25  | Kanada             | Itálie   | 60:22 | Pákistán   |            |            |
| 2012 | Indie    | Indie    | 59:22  | Pákistán           | Kanada   | 51:35 | Írán       |            |            |
| 2013 | Indie    | Indie    | 48:39  | Pákistán           |          | USA   | 62:27      | Anglie     |            |
| 2014 | Indie    | Indie    | 45:42  | Pákistán           |          | Írán  | 48:31      | Anglie     |            |
| 2016 | Indie    | Indie    | 62:20  | Anglie             |          | USA   | 43:39      | Írán       |            |
| 2020 | Pákistán | Pákistán | 43:41  | Indie              |          | Írán  | 54:33      | Austrálie  |            |

### Pandžábská varianta (kruhový styl), ženy
| Rok  | Hostitel |       | Finále | Finále             | Finále      |       | o 3. místo | o 3. místo | o 3. místo |
| Rok  | Hostitel | Vítěz | Skóre  | Poražený finalista | 3. místo    | Skóre | 4. místo   |            |            |
| 2013 | Indie    | Indie | 49:21  | Nový Zéland        | Dánsko      | 34:33 | Pákistán   |            |            |
| 2014 | Indie    | Indie | 36:27  | Nový Zéland        | Pákistán    | 38:28 | Dánsko     |            |            |
| 2016 | Indie    | Indie | 45:10  | USA                | Nový Zéland | 42:21 | Keňa       |            |            |